# Alain Dag'Naud
 (février 2024).
Si vous disposez d'ouvrages ou d'articles de référence ou si vous connaissez des sites web de qualité traitant du thème abordé ici, merci de compléter l'article en donnant les références utiles à sa vérifiabilité et en les liant à la section « Notes et références ».
Œuvres principales
- Le Grand Bêtisier de l'Histoire de France (2012)(2014)(2016)(2017)
- Les Dessous croustillants de l'Histoire de France (2014)(2015)(2017)(2020)
- " Le Dico décalé d' ADN" (2023)

Alain Dag'Naud, né le 27 mars 1949 au Plessis-Robinson, est un historien, verbicruciste,  collaborateur du Canard enchaîné et écrivain français. Il réside au Havre.

## Biographie

### Enfance
Alain Dag'Naud est connu aussi sous le sigle d'ADN. Il est originaire de Bretagne par son père et de l'Allier par sa mère. Son père, Joseph, était mécanicien d'avion dans l'armée de l'Air et son grand-père, également prénommé Joseph, maréchal-ferrant et rebouteux à Vitré. Sa mère Paulette, née à Montluçon, a été active avec son frère René dans la Résistance. Il a une sœur, Annie, de trois ans son aînée. Alain Dag'Naud passe son enfance à Morsang-sur-Orge dans l'Essonne. Dès l'âge de quatre ans, il lit la presse et se plonge dans Le Petit Larousse.
Alain Dag'Naud est marié à Françoise, originaire de Maubeuge, auteure de romans historiques. Ils résident au Havre.

### Études et premières parutions
Élève de l’École normale d'instituteurs de Versailles puis de l'École normale supérieure de l'enseignement technique, agrégé d'histoire en 1973, il enseigne dans des collèges de banlieue, à Viry-Châtillon, La Grande Borne puis Saint-Denis. Il s'entend bien avec ses élèves, moins avec son administration.   
Il quitte l'enseignement et participe avec Claude Duneton à la conception pour « Le Livre de Paris » d'une encyclopédie sur la toponymie des villes de France, ouvrage qui n'est pas paru. Mais ses recherches ont permis à Alain Dag'Naud d'écrire en 1983 L'Almanach des bienheureux chez Calmann-Lévy. Il publie aussi avec Olivier Dazat Le Dictionnaire inattendu des citations chez Hachette. Il est l'auteur de plusieurs guides touristiques pour les éditions Ouest-France (Le Languedoc-Roussillon en 1988), et pour les éditions Jean-Paul Gisserot (Les Lieux insolites et secrets de Bretagne). Chez ce dernier éditeur, il publie de nombreux titres historiques pour les enfants, entre autres Les Châteaux-forts et La Ville au Moyen-Âge. Les éditions Hachette Éducation lui demandent de concevoir la collection « Bibliobus historique » et d'en écrire les premiers titres : La Mythologie grecque, La Passion d'Orphée, Le Moyen Âge, Les Temps modernes, Le XIXe siècle et Le XXe siècle.

### Presse
En 1985, Alain Stoll, PDG de l'Office universitaire de presse (OFUP), qui diffuse journaux et magazines auprès des étudiants, lui demande de concevoir des fiches de présentation des titres de presse. Il ne supportait plus d'entendre dire que L'Écho des savanes était un titre consacré à l'ethnologie africaine. Alain Dag'Naud réunit et dirige une équipe de journalistes médias. Ce projet aboutit en 1985 à la publication d'un gros ouvrage, Le Guide de la presse, qui connaît plusieurs éditions annuelles par l'OFUP puis la société Alphom en collaboration avec Courrier international jusqu'en 2002. Passionné de presse, d'histoire et de formation, Alain Dag'Naud collabore à la revue Notre Histoire, du groupe Télérama, au mensuel Enfant d'abord, publie des articles pour Le Monde et crée le journal L'Index, rédigé par les détenus de la maison centrale de Poissy. De 1993 à 2003, il est membre de la Commission presse-école du CLEMI. Au sein de la société Alphom, qu'il crée en 1994 avec son épouse Françoise, il conçoit des outils de démultiplication de formations pour des ministères (Finances, Défense....), La Poste, la RATP et des sociétés d'assurance.  

### Histoire
En 2010, Isabelle Jeuge-Meynard, PDG de Larousse et Ghislaine Stora lui demandent de concevoir un ouvrage d'histoire vivant, bien informé, accessible à tous et surtout « pas chiant ». Ainsi naît deux ans plus tard Le Grand Bêtisier de l'Histoire de France, rapidement devenu un phénomène d'édition et un best-seller. En plus de 700 pages, de Clovis Ier à aujourd'hui, il fait le tour des bourdes de nos dirigeants. Dans la foulée, Alain Dag'Naud rédige un nouvel ouvrage pour les éditions Larousse, Les Dessous croustillants de l'Histoire de France, qui révèle les relations animées entre sexe et pouvoir. Nouveau succès d'édition. Ces deux ouvrages plusieurs fois réédités et actualisés font l'objet de versions illustrées ou sous forme de jeux. Paru en 2024, l'Almanach du Grand bêtiser:  A chaque jour sa figure tutélaire, sa personnalité et en 366 étapes le tour des bêtises de 2000 ans de notre Histoire. 

### Mots croisés
Le père d'Alain Dag'Naud lui a transmis une passion, les mots croisés. Sous le pseudo ADN, initiales de son nom, Alain Dag'Naud réalise de nombreuses grilles pour plusieurs magazines avant de prendre en 2001, à la demande de Michel Gaillard, la succession de Robert Scipion pour réaliser les fameux mots croisés du Canard enchaîné. 
Avec des définitions comme « Notre père qui êtes essieux » pour garagiste, ou « l'idiot visuel public » pour téléréalité, ADN a renouvelé le style des mots croisés, parfois choqué quelques cruciverbistes quand il a défini une débauchée par « La fondue de poireaux » et fait rire ses lecteurs quand il a évoqué pour la castration une « liquidation avant travelo ». Une sélection de ses grilles a été publiée en collaboration entre Larousse et le Canard enchaîné. 25000 de ses meilleures définitions sont rassemblées dans Le Dico décalé d'ADN et dans Le Grand défi des cruciverbistes. Ces ouvrages ont obtenu le prix René de Obaldia de l'humour en 2024. 

## Publications

### Dictionnaire
- Le Dictionnaire inattendu des citations, Hachette 1990[11]

### Encyclopédies

#### Les Grands Bêtisiers de l'Histoire
- Le Grand Bêtisier de l'Histoire de France, 768 pages, Larousse, 2012
- Le Grand Bêtisier illustré de l'Histoire de France, Larousse 2018
- Le Grand Bêtisier du Moyen-Age, Larousse, 2018
- Le Grand Bêtisier des Rois de France, Larousse, 2018
- Le Grand Bêtisier des Révolutions, Larousse, 2018
- Le Grand Bêtisier des Présidents, Larousse, 2018
- Quiz du Grand Bêtisier, Larousse, 2019
- L'Almanach du Grand bêtisier de l'Histoire de France, 384 pages, Larousse, 2024

#### Les Dessous croustillants
- Les Dessous croustillants de l'Histoire de France, Larousse, 2014, 2015, 2017,   2020
- Les Dessous croustillants de l'Histoire de France illustrés, Larousse, 2019
- Quiz des Dessous croustillants, Larousse 2019

#### Titres pour la jeunesse
- L'Histoire de France comme on ne l'apprend plus à l'école, Larousse, 2014
- La Mythologie grecque, Hachette Éducation, 2010[5]
- La Passion d'Orphée, Hachette,coll. « Collection Bibliobus historique (Hachette) », 2014[6]
- Le Moyen-Age, Hachette,coll. « Collection Bibliobus historique (Hachette) », 2014
- Les Temps modernes, Hachette,coll. « Collection Bibliobus historique (Hachette) », 2007
- Le XIXe siècle, Hachette,coll. « Collection Bibliobus historique (Hachette) », 2011
- Le XXe siècle, Hachette,coll. « Collection Bibliobus historique (Hachette) », 2011

#### Éditions Jean-Paul Gisserot
- Du Guesclin, Éditions Jean-Paul Gisserot, 1990
- La Construction du Mont Saint-Michel, Éditions Jean-Paul Gisserot, 1992
- Les Secrets du Mont Saint-Michel, Éditions Jean-Paul Gisserot, 1992
- Lieux Insolites et secrets de Bretagne, Éditions Jean-Paul Gisserot, 1993
- Les Châteaux-forts, Éditions Jean-Paul Gisserot, 2004
- Les Fées, Korrigans, Elfes et Barbics, Éditions Jean-Paul Gisserot, 1995
- La Renaissance, Éditions Jean-Paul Gisserot, 2006
- Ulysse et l'Odyssée, Éditions Jean-Paul Gisserot, 2008
- Un chevalier du Moyen Age, Éditions Jean-Paul Gisserot, 2015
- L'Histoire de France, Éditions Jean-Paul Gisserot, 2019

#### Les Mots croisés
- Les Mots croisés du Canard enchaîné, Larousse — Le Canard enchaîné, 2018
- Le Dico décalé d'ADN, 576 pages, Larousse, 2023
- Le Grand défi des cruciverbistes, 96 pages, Larousse, 2024

#### Histoire régionale
- Histoire de la Provence, Editions Jean-Paul Gisserot, 1996
- Histoire de Bretagne, Editions Jean-Paul Gisserot, 2019
- Histoire de la Bretagne et des Bretons, Editions Jean-Paul Gisserot, 2020

#### Aimer
- Aimer la Côte d'Azur, Éditions Ouest-France, 1987
- Aimer le Languedoc-Roussillon, Éditions Ouest-France, 1990